# Olav Lundanes

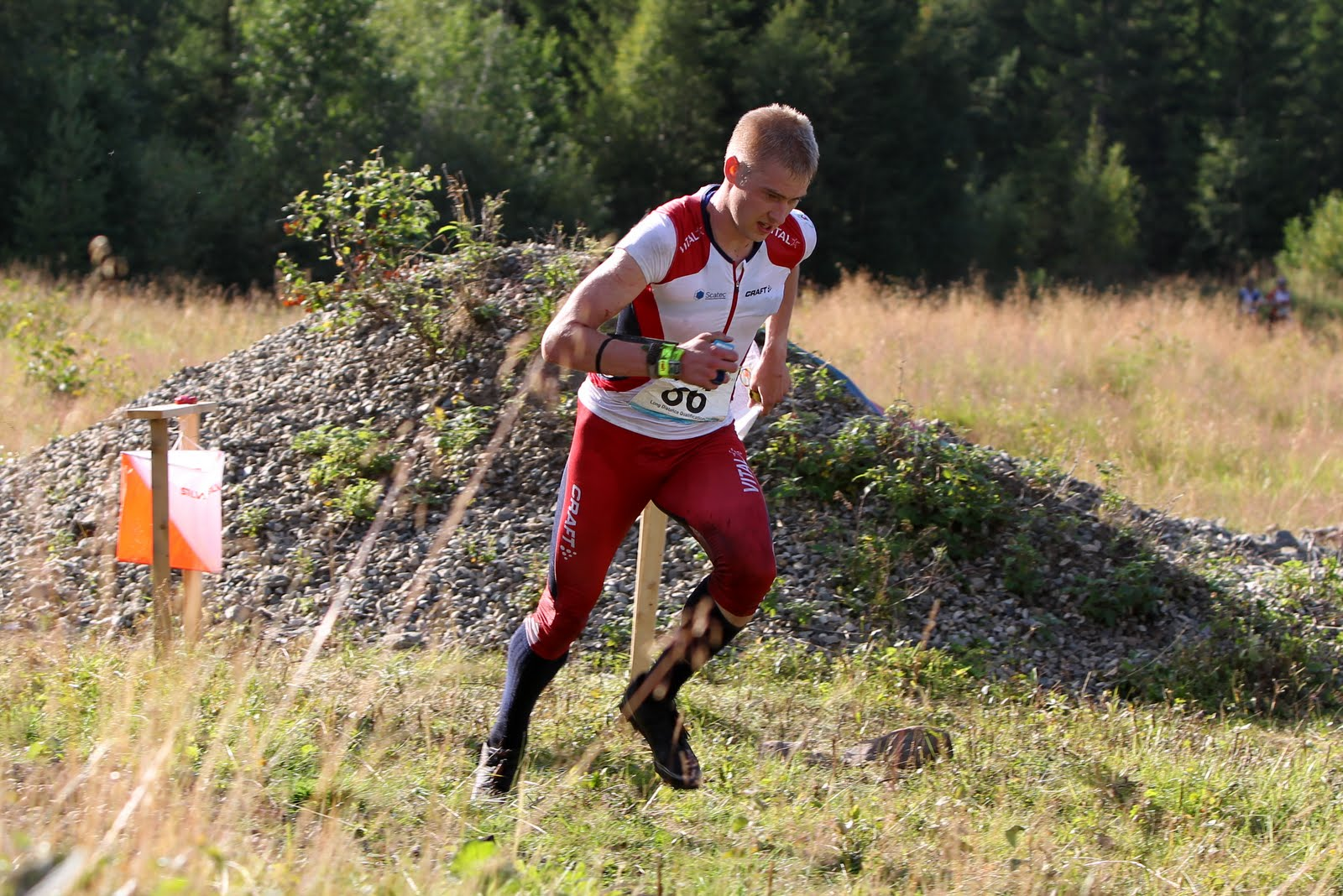
Olav Lundanes bei den Weltmeisterschaften 2010

Olav Lundanes (* 11. November 1987 in Ålesund) ist ein norwegischer Orientierungsläufer.

## Laufbahn
2005 wurde Lundanes im Schweizer Tenero Junioren-Weltmeister über die Langdistanz und mit der norwegischen Staffel. 2007 gewann er im australischen Dubbo die Junioren-Weltmeistertitel über die Mittel- und Langdistanz. Im selben Jahr kam er in Kiew erstmals zu einem Weltmeisterschaftseinsatz bei den Aktiven. Er wurde im Sprint eingesetzt und erreichte in diesem Wettbewerb den 36. Platz.
Lundanes Stärke liegt vor allem im Laufen in Waldgebieten sowie auf den längeren Strecken. Auf diesen wurde er ab 2008 auch vom norwegischen Verband eingesetzt. Bei den Europameisterschaften 2008 in Ventspils kam er jedoch auf der Langstrecke nicht über einen 19. Platz hinaus. 2009 näherte er sich der Weltspitze jedoch ein gutes Stück an, nachdem er bei den Weltmeisterschaften im ungarischen Miskolc Vierter im Sprint und Siebter auf der langen Strecke wurde.
Den großen Durchbruch erreichte Lundanes in der Saison 2010. Bei den Europameisterschaften in Bulgarien gewann er mit der norwegischen Staffel Bronze. Seine erste internationale Goldmedaille bei den Aktiven gewann er schließlich bei den Weltmeisterschaften in Trondheim. Dort blieb er beim Wettbewerb auf der langen Strecke vor seinem Landsmann Anders Nordberg und dem Franzosen Thierry Gueorgiou. Drei Tage später sicherte er sich zusammen Carl Waaler Kaas und Audun Weltzien die Silbermedaille in der Staffel hinter Russland.
2011 wurde er bei den Orientierungslauf-Weltmeisterschaften im Département Savoie Dritter auf der Mitteldistanz hinter Gueorgiou und dem Schweden Peter Öberg. Mit der norwegischen Staffel gewann er erneut Silber. 2012 siegte er bei den Europameisterschaften in Schweden sowohl auf der Mittel- als auch auf der Langdistanz mit jeweils über einer Minute Vorsprung. Bei den Weltmeisterschaften im gleichen Jahr in Lausanne gewann er zum zweiten Mal nach 2010 den Titel auf der Langdistanz. Sein Vorsprung auf den zweitplatzierten Matthias Merz aus der Schweiz betrug fast drei Minuten. In Schweden gewann er den traditionsreichen Mehrtage-Wettkampf O-Ringen. Nach diesen Erfolgen musste er sich im Gesamt-Weltcup 2012 nur dem Schweizer Matthias Kyburz geschlagen geben.
Nachdem er 2013 aufgrund einer Verletzung pausieren musste, gewann er im April 2014 hinter dem Schweizer Daniel Hubmann die Silbermedaille auf der Langdistanz bei den Europameisterschaften in Portugal. Bei den Weltmeisterschaften 2014 in Italien gewann er den Titel auf der Mitteldistanz vor Fabian Hertner aus der Schweiz und Oleksandr Kratow aus der Ukraine. Auf der langen Strecke wurde er hinter Thierry Gueorgiou und Daniel Hubmann Dritter.
Lundanes läuft seit 2009 für den norwegischen Klub Halden SK. Bis 2003 lief er für den Klub Emblem IL. Von 2004 bis 2008 startete er für Østmarka OK. Mit Halden gewann Lundanes 2010 und 2011 die Jukola und 2012 die Tiomila.

## Platzierungen
| | Weltmeisterschaften | Weltmeisterschaften | Weltmeisterschaften | Weltmeisterschaften | Europameisterschaften | Europameisterschaften | Europameisterschaften | Europameisterschaften | World Games | World Games | World Games | Nord. Meisterschaften | Nord. Meisterschaften | Nord. Meisterschaften | Nord. Meisterschaften | Nat. Meisterschaften | Nat. Meisterschaften | Nat. Meisterschaften | Nat. Meisterschaften | GWC |
| Jahr | Sp                  | MD                  | LD                  | St                  | Sp                    | MD                    | LD                    | St                    | Sp          | MD          | St          | Sp                    | MD                    | LD                    | St                    | Sp                   | MD                   | LD                   | St                   | GWC |
| --- | ------------------- | ------------------- | ------------------- | ------------------- | --------------------- | --------------------- | --------------------- | --------------------- | ----------- | ----------- | ----------- | --------------------- | --------------------- | --------------------- | --------------------- | -------------------- | -------------------- | -------------------- | -------------------- | --- |
| 2007 | 36.                 |                     |                     |                     |                       |                       |                       |                       |             |             |             |                       |                       |                       |                       |                      |                      |                      |                      | 67. |
| 2008 |                     |                     |                     |                     |                       |                       | 19.                   |                       |             |             |             |                       |                       |                       |                       |                      |                      |                      |                      | 93. |
| 2009 | 4.                  |                     | 7.                  |                     |                       |                       |                       |                       |             |             |             | 21.                   | 13.                   | 6.                    | 9.                    |                      |                      |                      |                      | 10. |
| 2010 |                     |                     | 1.                  | 2.                  | 37.                   |                       | 16.                   | 3.                    |             |             |             |                       |                       |                       |                       |                      |                      |                      |                      | 5.  |
| 2011 |                     | 3.                  | 10.                 | 2.                  |                       |                       |                       |                       |             |             |             |                       |                       |                       |                       |                      |                      |                      |                      | 8.  |
| 2012 |                     | 14.                 | 1.                  | 2.                  |                       | 1.                    | 1.                    | 4.                    |             |             |             |                       |                       |                       |                       |                      |                      |                      |                      | 2.  |
| 2013 |                     |                     |                     |                     |                       |                       |                       |                       |             |             |             |                       |                       |                       |                       |                      |                      |                      |                      | 32. |
| 2014 |                     | 1.                  | 3.                  | 4.                  |                       | 11.                   | 2.                    | 11.                   |             |             |             |                       |                       |                       |                       |                      |                      |                      |                      |     |
| Erklärung: GWC = Gesamt-Weltcup / Sp = Sprint, KD = Kurzdistanz, MD = Mitteldistanz, LD = Langdistanz, Kl = Klassische Distanz, E = Einzelwettbewerb , St = Staffel, N = Nacht-OL |                     |                     |                     |                     |                       |                       |                       |                       |             |             |             |                       |                       |                       |                       |                      |                      |                      |                      |     |